# Els immortals 2: El desafiament
Els immortals 2: El desafiament (títol original: Highlander II: The Quickening) és una pel·lícula pel·lícula franco-britànica dirigida per Russell Mulcahy, estrenada l'any 1991. Segon film de la saga Highlander, és la primera continuació de Highlander (1986), del mateix director. Ha estat doblada al català.

## Argument
El 1994, Connor MacLeod promet a la seva dona moribunda protegir el món dels rajos de sol que s'han convertit en nocius pels humans.
El 1999, Connor MacLeod ha arribat a ser un eminent científic i supervisa la concepció d'un escut làser destinat a protegir la Terra dels rajos del sol, el projecte és un èxit. Gràcies a l'escut, la Terra se salva, però la humanitat aviat serà dominada per una poderosa empresa, que s'ocupa de l'escut i obliga la població a pagar un impost per poder beneficiar-se'n.
El 2024, 25 anys sota l'escut, el general Katana, un immortal que viu en el planeta Zeist, planeta d'origen de tots els immortals, envia a la Terra dos immortals perquè matin MacLeod. Encara que ha envellit físicament, MacLeod sap encara defensar-se bé: arriba així a decapitar un dels dos esbirros immortals i en fer-ho assimila la seva energia vital, cosa que li permet retrobar la seva immortalitat i el seu aspecte de jove. En decapitar el segon esbirro immortal, MacLeod arriba a ressuscitar el seu amic Ramirez, mort fa més de quatre segles abans.

## Repartiment
- Christophe Lambert: Connor MacLeod
- Sean Connery: Juan Sanchez Vila-Lobos Ramirez
- Virginia Madsen: Louise Marcus
- Michael Ironside: General Katana
- Allan Rich: Allan Neyman
- John C. McGinley: David Blake
- Russell Mulcahy: un tècnic (no surt als crèdits)
- Karin Drexler: Brenda

## Producció

### Desenvolupament
Després de l'èxit del primer film Els immortals, els productors volien una continuació. No obstant això, el guió no li agrada gens a Christophe Lambert, que vol abandonar el projecte. Però, pel seu contracte, és obligat a participar-hi. L'actor insisteix tanmateix en la presència de Sean Connery, mentre que el guió original no preveia el retorn del seu personatge, Ramirez. El guió original veia el retorn del Kurgan: es descobria que era a sou del General Katana per matar Connor MacLeod.
Junts, MacLeod i Ramirez lluiten contra Katana, arribat a la Terra per matar-los. Sabent que la capa d'ozó s'ha reformat i que l'escut-làser ara és inútil, van igualment a lluitar contra la companyia que l'explota pel seu propi interès.

### Càsting
Un cameo se li va proposar a Clancy Brown, interpret del Kurgan al 1er film. Però ho rebutja.
Virginia Madsen, que encarna aquí Louise Marcus, havia fet una audició pel paper de Heather MacLeod pel primer film Els immortals Sharon Stone havia estat considerada pel paper.

### Rodatge
El film té un important problema d'avançament de pressupost durant el rodatge. És rodat a l'Argentina mentre la regió passa per dures crisis financeres. La construcció del decorat és molt costosa. A més, el rodatge d'una escena d'acció suposa algunes ferides a Christophe Lambert i Michael Ironside, cosa que bloqueja la marxa del rodatge. A més, la companyia d'assegurances reprèn el control creatiu del film i decideix d'acabar gastant el mínim de diners possible.

### Critica
El critic estatunidenc Roger Ebert ha declarat que era el pitjor film estrenat l'any 1991. Molt critics jutgen igualment el film com a molt dolent i el classifiquen entre els pitjors films de la història. Així, a Rotten Tomatoes, el film recull un 0% d'opinions favorables, per 23 critiques recollides.